# Lepidophorella australis
Lepidophorella australis är en urinsektsart som beskrevs av Carpenter 1925. Lepidophorella australis ingår i släktet Lepidophorella och familjen långhornshoppstjärtar. Utöver nominatformen finns också underarten L. a. fusca.